# سیارک ۳۱۹۰
سیارک ۳۱۹۰ (به انگلیسی: 3190 Aposhanskij، نامگذاری:1978SR6) سه هزار و صد و نودمین سیارک کشف شده‌است که در ۲۶ سپتامبر ۱۹۷۸ کشف شد.
قدر مطلق سیارک برابر ۱۲٫۸۰ است.